# Alessandro Golinucci
Alessandro Golinucci, né le 10 octobre 1994 à Saint-Marin, est un footballeur international saint-marinais qui évolue au poste de milieu de terrain à l'AC Virtus.

## Biographie

### Carrière en club

#### En Italie (2000-2019)
Formé à San Marino Calcio, Golinucci est transféré à Sammaurese en 2011.
En 2013, Golinucci est transféré au Tropical Coriano, un club italien.
En 2018, le joueur est transféré à Pietracuta

#### Saint-Marin (depuis 2019)
En 2019, Golinucci part à Virtus.

### Carrière nationale
Le 27 mars 2015, Golinucci réalise ses débuts avec l'équipe de Saint-Marin, lors d'un match des éliminatoires du championnat d'Europe 2016 face à la Slovénie (défaite 0-6).
Le 18 novembre 2024, il inscrit le troisième et dernier but d'une victoire 1-3 au Rheinpark Stadion en Ligue des nations, contre le Liechtenstein. La sélection signe alors la plus large victoire de son histoire ainsi que la première victoire à l'extérieur tout en confirmant sa promotion en Ligue C de la Ligue des Nations.